# Vladimír Perk
Vladimír Perk (22. července 1920 – 2. ledna 1998) je bývalý český fotbalista, útočník, reprezentant Československa.

## Sportovní kariéra
V lize odehrál 201 utkání a dal 130 gólů – je tak členem Klubu ligových kanonýrů. Hrál za Viktorii Plzeň (1939–1952).
Za československou reprezentaci odehrál v roce 1946 jedno utkání (přátelský zápas s Francií). Měl smůlu, že jeho kariéra kulminovala v éře, kdy prakticky neexistoval mezinárodní fotbal.